# Карло Маратті
Карло Маратті  також Карло Маратта  (італ. Carlo Maratti, також Carlo Maratta, 15 травня, 1625 — 15 грудня, 1713) — італійський художник доби бароко.

## Життєпис
Народився в провінції Марке, куди приїздив декілька разів вже уславленим художником. Його справжнє прізвище Маратта, але в Римі, де він жив і працював, прізвище вимовляли як Маратті.
Художні здібності виявилися рано, тому батьки віддали хлопця в 11 років в майстерню художника Андреа Саккі. Учень не покидав Андреа Саккі і після закінчення навчання, ставши його помічником.

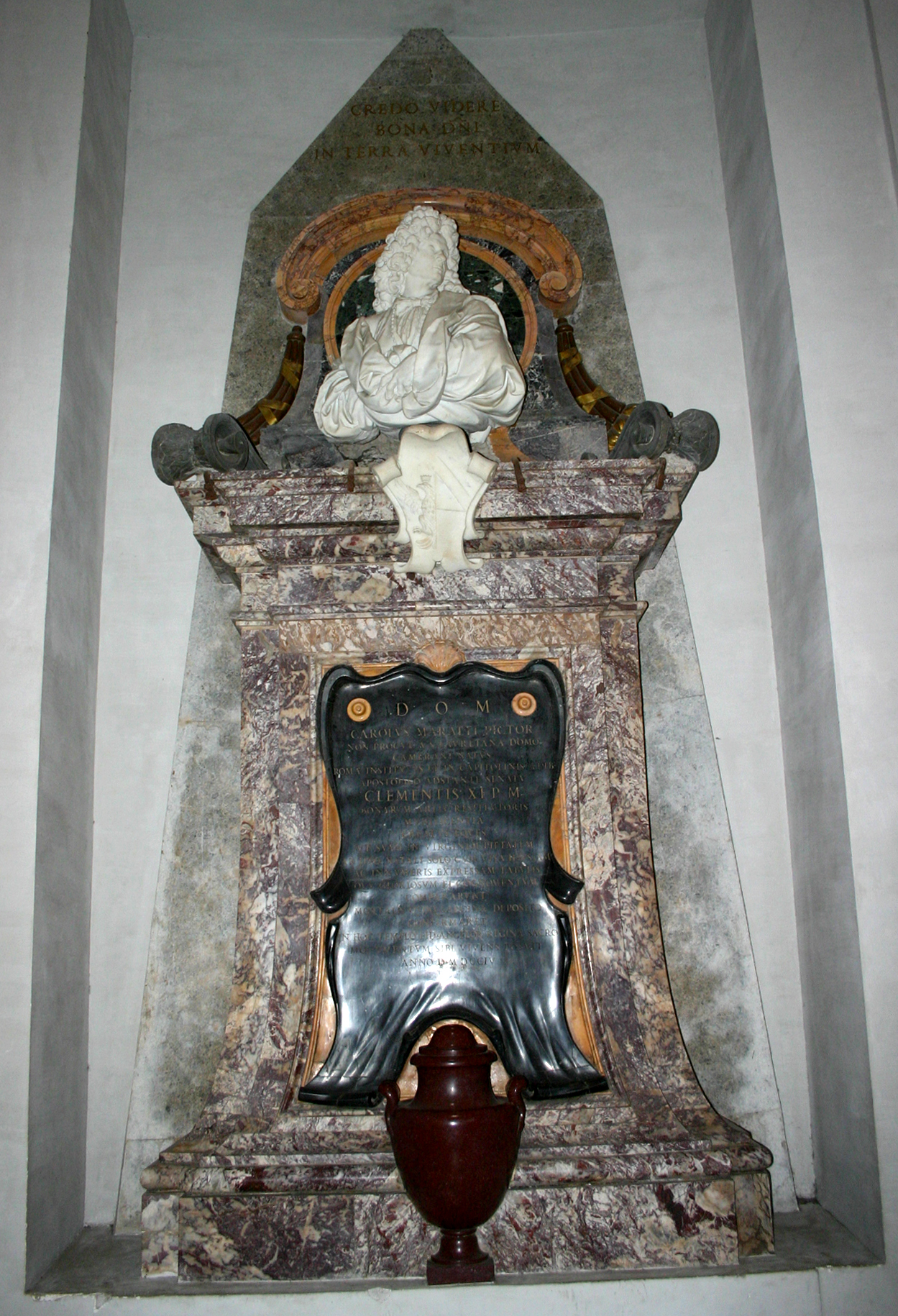
Надгробок Карло Маратті

Робив вівтарні картини, фрески в римських церквах, працював портретистом. У 1704 р. отримав від папи римського звання лицаря. Король Франції Людовик XIV призначив його придворним художником з правом проживання в Римі.
Талант майстра поціновували у Ватикані і довірили реставрацію фресок Рафаеля Санті, а також деяких скульптур.
Помер у Римі, похований в церкві Санта Марія дель Анджелі е деї Мартірі. Могила збережена.

## Карло Маратті і характерні голови
В італійців портретне зображення на картині у вигляді погруддя називається голови. Вони рано звернули увагу на вікові зміни обличчя людей і залюбки фіксували їх. Особливо старанно відтворювали обличчя малих дітей та літніх людей, особливо якщо обличчя людини мало привабливі риси. В добу італійського бароко до цих голів додались зображення чимось незвичних для пересічних італійців рис або того, що було екзотичним (зображення африканців, мусульман у їх неєвропейському одязі, мешканців Балкан з їх колоритними обличчями, мовами, звичками, одягом, таким відмінним від італійського). В цьому відбилося зацікавлення італійського бароко до всього незвичного, нетипового, екзотичного.
Зображення хворих чи померлих дозволялись лише тоді, якщо це був біблійний сюжет або зображення кари небесної за гріхи людства. В Римі, де папа римський та його оточення офіційно підтримували академізм з його настановами зображувати ідеальне, вишукане і красиве, з'явилась утома від штучно виправленої натури, коли старанно нехтували зображеннями хворих, немічних, кривоногих, горбунів.
У добу бароко, коли зображення ідеальних осіб набридало, почали звертатися до зображення доволі реалістичних, майже натуралістичних голів. Так виникли так звані характерні голови, зображення портретні, без рук і побутових подробиць, котрі відволікали від спостережень індивідуальних облич. Карло Маратті був непоганим портретистом, автором низки офіційних парадних портретів і портретів інтимних дорогих для нього людей. Тому на якомусь етапі власної художньої кар'єри перейшов до створення характерних голів з незнайомців, що вразили сучасників реалізмом, подачею неідеалізованих особистостей, готових хильнути, смачно вилаятись, вкрасти щось дрібне, а потім щиро каятися в храмі. Так поряд з ідеалізованими мадоннами та святими католицької церкви з'явилися зображення моряків і піратів, ринкових шахраїв і селян, утомлених пілігрімів, що йшли поклонитися святим місцям. Створення характерних голів у Карло Маратті дозволило по новому заблищати його зрілому змужнілому таланту, що не відвернувся від непривабливої, але такої багатої на розмаїття реальності.

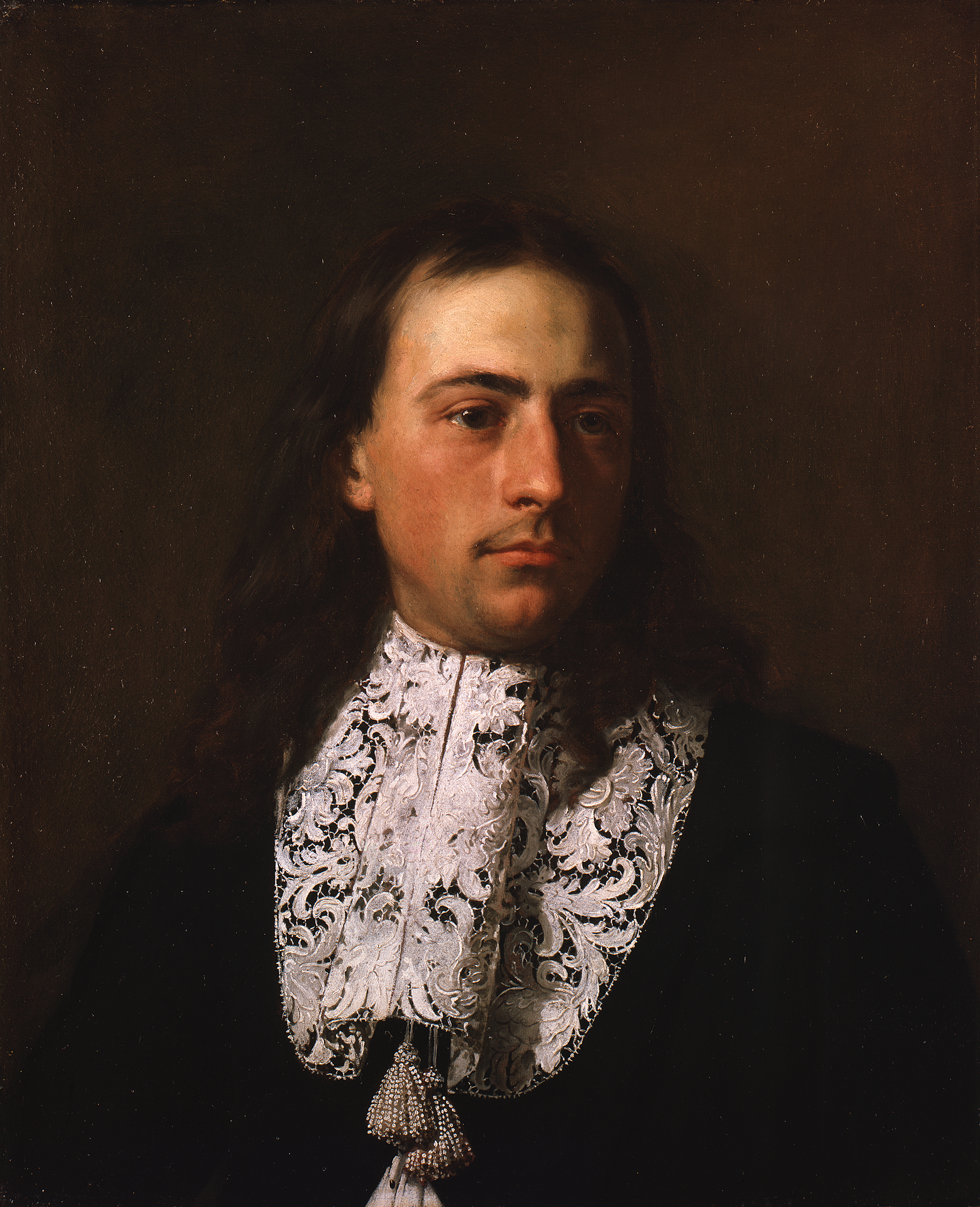
Карло Маратті. "Невідомий молодик"
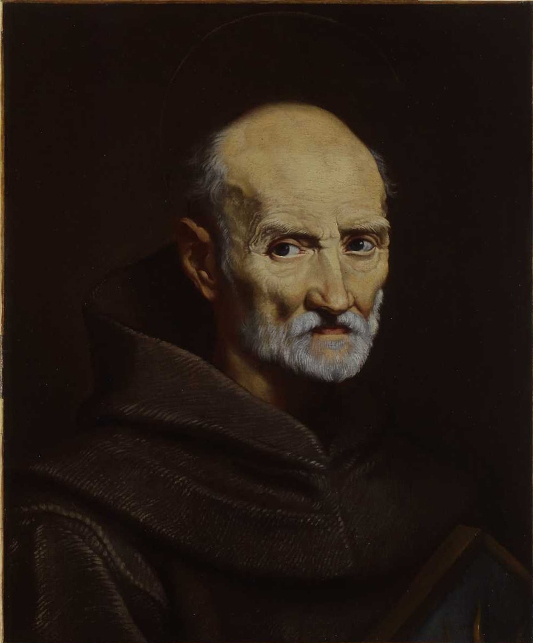
Карло Маратті. "Чернець Люк Ваддинг ", Національна галерея Ірландії
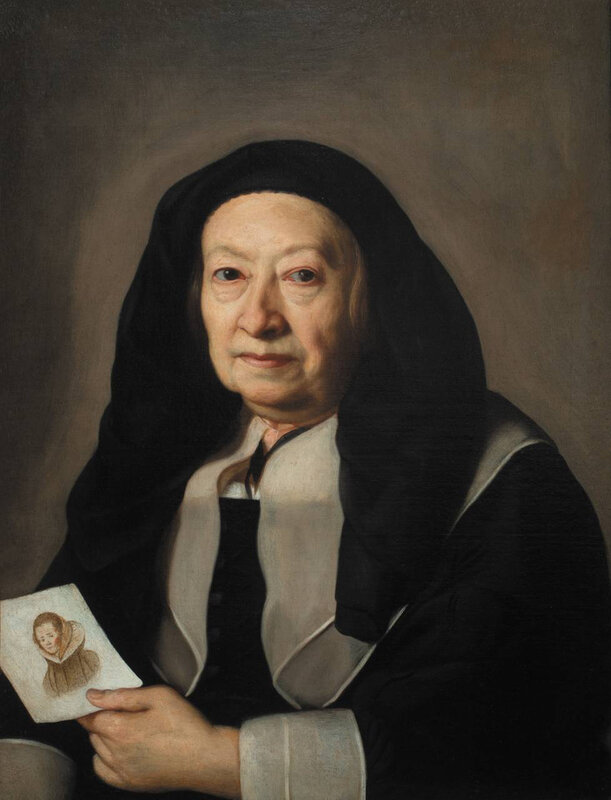
Карло Маратті. «Джованна Гарцоні», Асколі Пічено, Міська пінакотека
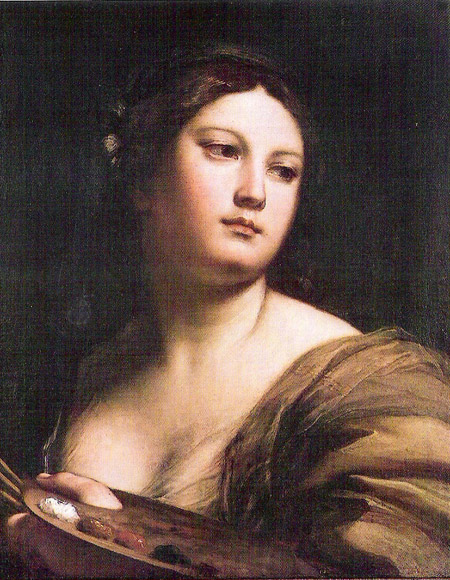
Карло Маратті. "Фаустина Маратті як Алегорія славетного живопису ". Галерея палаццо Корсіні, Рим.

## Учні
Мав велику майстерню в Римі. Серед учнів Карло Маратті — декілька вихідців із Польщі та міста Львів, серед яких — Мартин Альтомонте, Шимонович-Семигиновський Юрій Елевтерій, Шимон Чехович.
Серед італійських та європейських учнів Карло Маратті, що користувалися його порадами:
- Андре Ленотр
- Антоніо Балєстра
- Франческо Боккачіні
- Джироламо Ферроні
- Годфрі Неллер
- Теодор ван Лун
- Агостіно Мазуччі
- Андреа Прокаччіні
- Франческо Тревізані
- Жерар Одран та інші.

## Вибрані твори

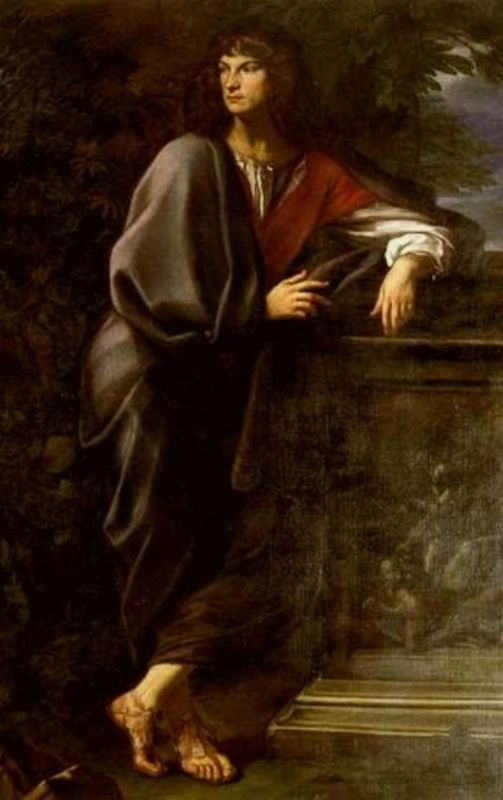
Карло Маратті. «Граф Роберт Спенсер».

- Портрет Андреа Саккі, Прадо, Мадрид
- Портрет Джованни Гарцоні
- Портрет графа Роберта Спенсера
- Івн Богослов на острові Патмос, Ріксмузей, Амстердам
- Папа римський Климент IX, Ермітаж
- Кардинал Джакомо Роспільйозі, Кембридж
- Портрет Марії Маддалени Роспільйозі, Лувр
- Дідона та Еней в пейзажі
- церква Св. Йосипа, Різдво Христове, Рим
- ц-ва Св. Ісідора. Сцени життя Св. йосипа, (фрески)
- ц-ва Санта Марія Романа, Різдво
- ц-ва Санта Марія дель Пополо, вівтав «Непорочне зачаття»
- Клеопатра, Національний музей Палаццо Венеція, Рим
- ц-ва Санта Марія Валічелла, Мадонна з немовлям, янголами та святими, вівтар, Рим
- Марія Сніжна, галерея Паллавічіні
- Палац Альтьєрі, Милосердя
- Мадонна з немовлям, Втеча Св. Родини в Єгипет Художньо-історичний музей, Відень
- Поклоніння пастухів Христу немовляті, Ермітаж.
- Декоративні фрески (палаццо Альтьєрі, вілла Фальконьєрі у Фраскатті).

## Галерея

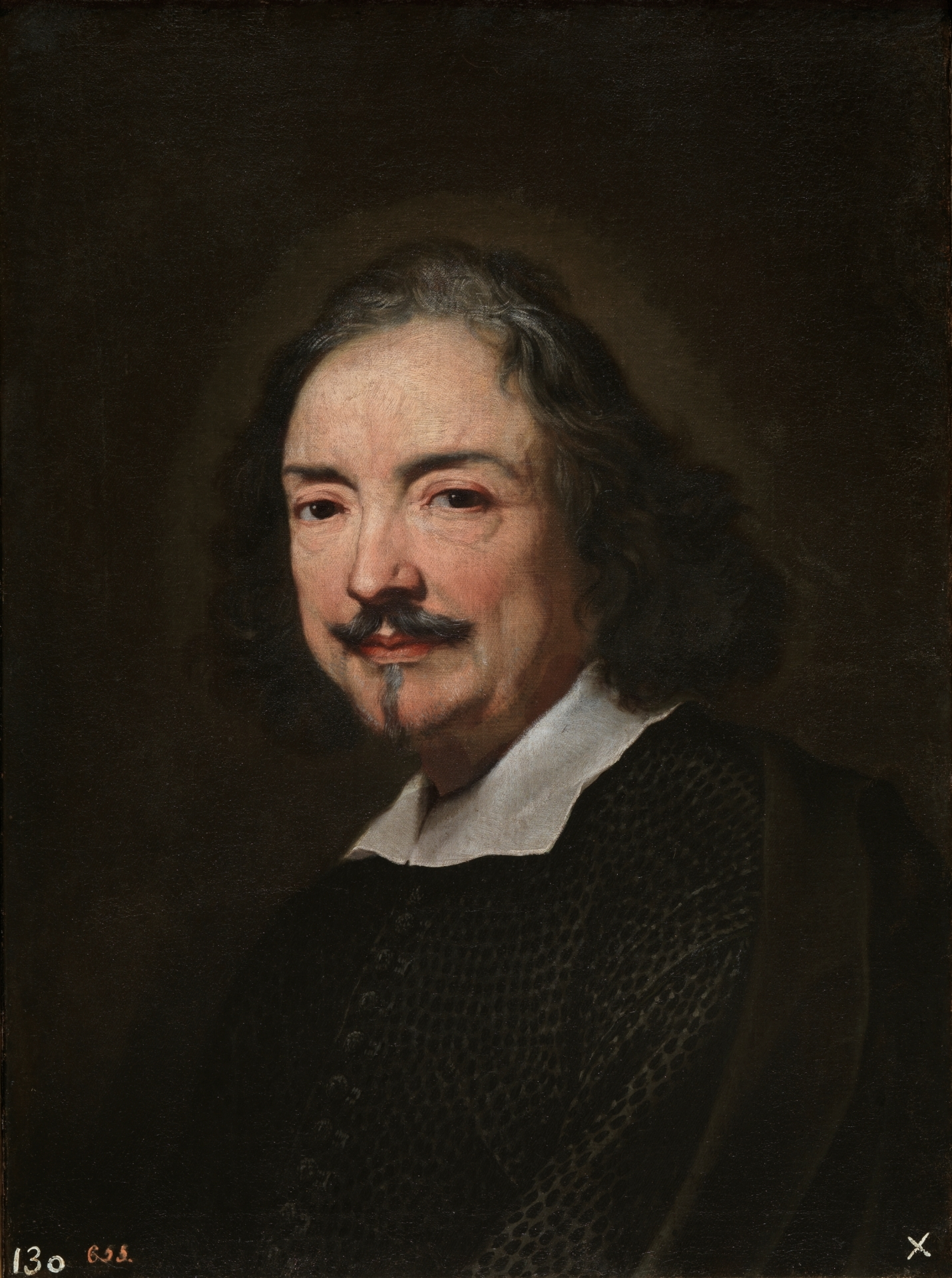
Карло Маратті. «Портрет Андреа Саккі»
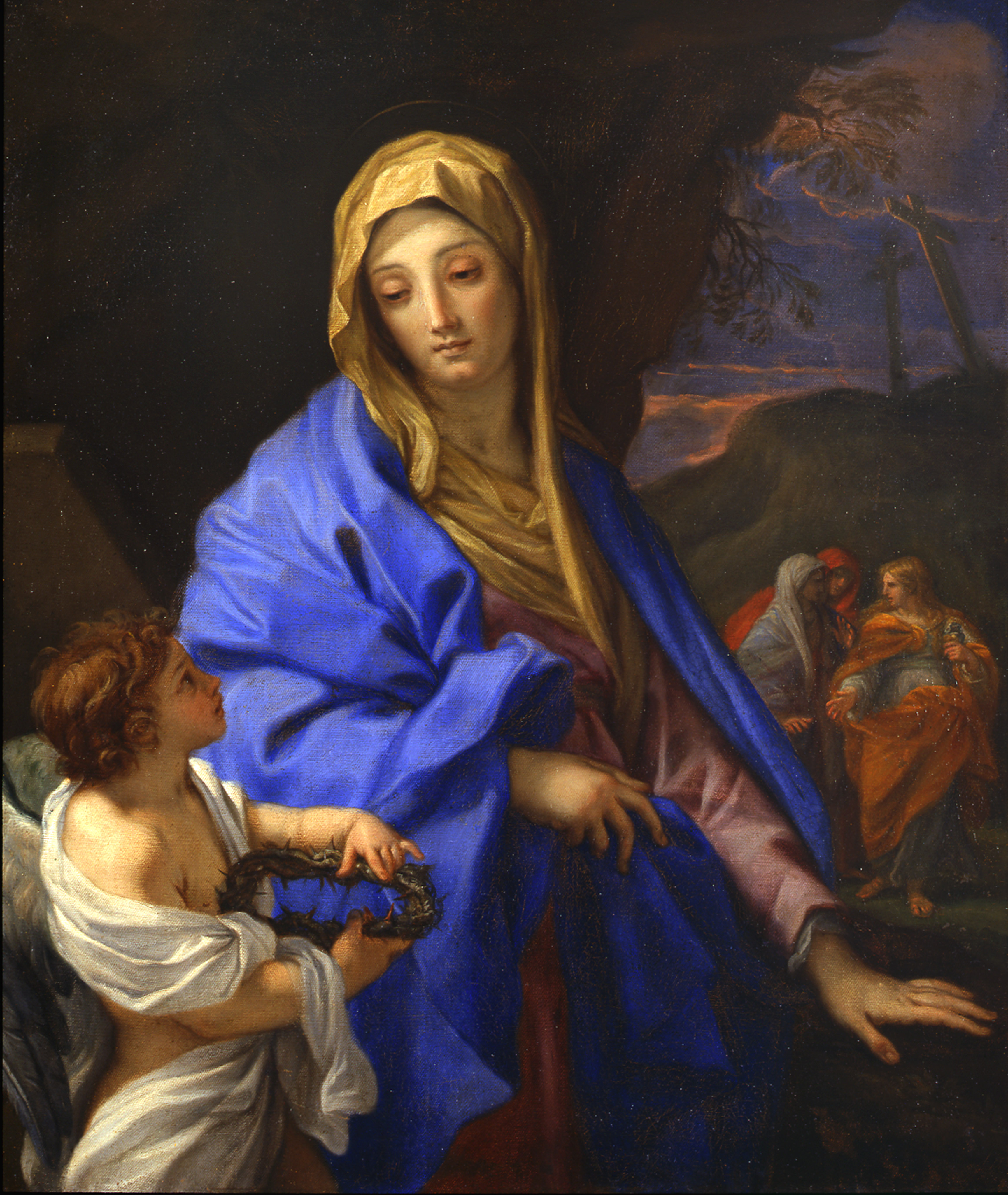
Карло Маратті. «Богородиця і три Марії у гробу Господнього»
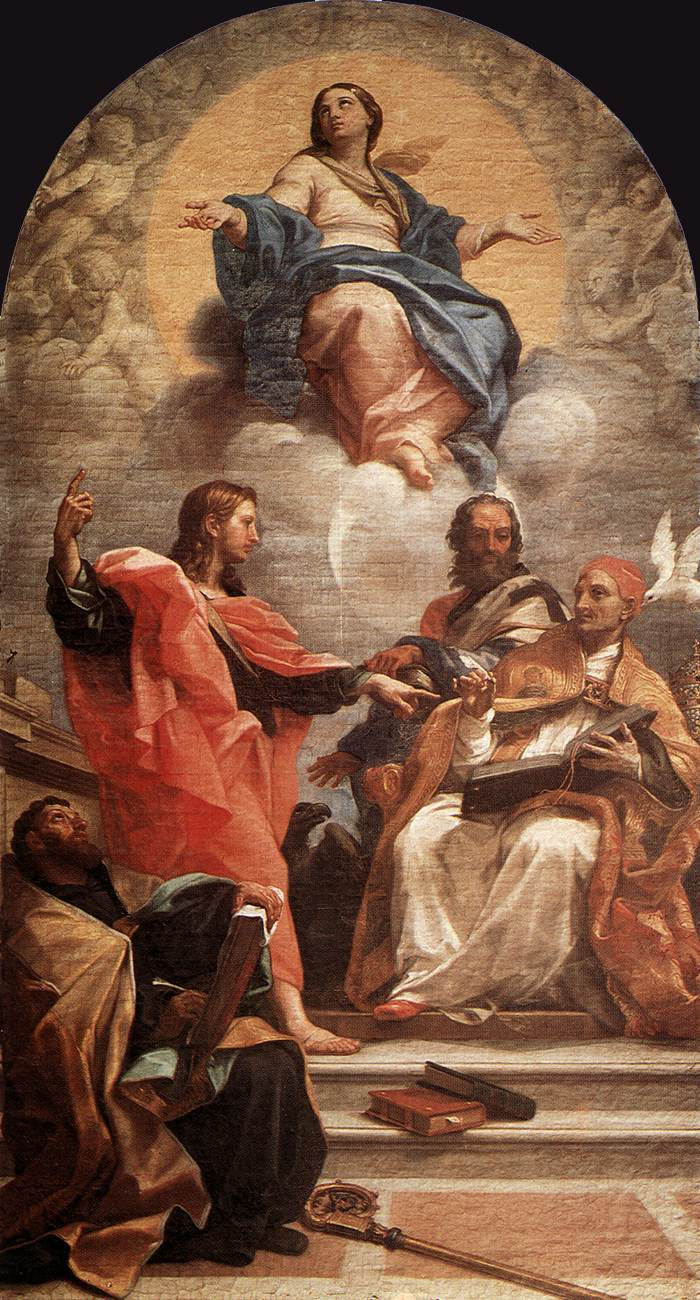
Карло Маратті. Непорочне зачаття
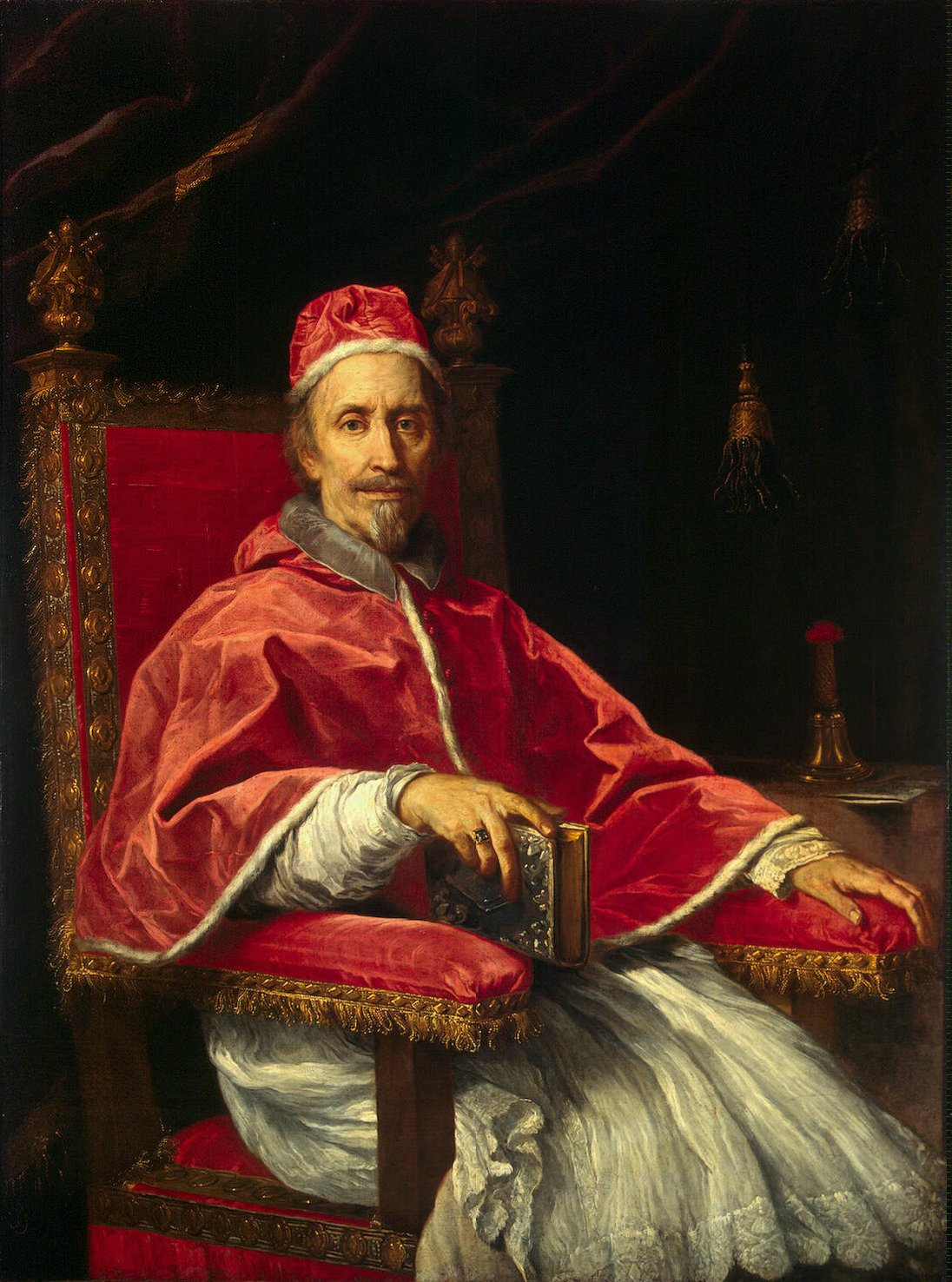
Карло Маратті. «Папа римський Климент IX»